# Volontariat
 (janvier 2015).
Le terme de volontariat a de multiples significations.
Il regroupe en France un ensemble de statuts juridiques sous lequel des personnes engagent un travail en France ou à l'étranger. Ces statuts se situent à la frontière entre le bénévolat et le salariat.
Les points communs aux différents statuts de volontaires sont les suivants :
- Le volontariat est un engagement formel (un contrat) pour une durée limitée à temps plein.
- Le volontaire n'est pas salarié mais perçoit une indemnité.
- Les différents statuts de volontaire sont dérogatoires au code du travail.
- Le contrat de volontariat n’implique pas de lien direct de subordination.

En France, une distinction est faite entre les termes "volontariat" et "bénévolat". Dans les autres pays francophone, volontariat et bénévolat sont synonymes. En France, le volontariat se distingue donc du bénévolat par le caractère formel de l'engagement pris et par la perception d'une indemnité. Il se distingue également du salariat par son statut dérogatoire au code du travail. Le statut de volontaire permet également de bénéficier d'une protection sociale.
Par extension le terme de volontariat est également parfois appliqué à des activités ne bénéficiant pas d'un tel cadre juridique mais se différenciant du bénévolat par leur durée prolongée (plusieurs mois) et leur caractère organisé (une association reconnue ou agréée est souvent impliquée).

## En Europe

### Service volontaire européen
L’Union européenne (UE) encourage le volontariat en proposant depuis 1996 le Service volontaire européen. Celui-ci permet aux européens de 16 à 30 ans d’effectuer un volontariat de 2 semaines à un an dans un pays partenaire du programme.

### Année européenne du volontariat et du bénévolat
L’UE a proclamé 2011 « année européenne du volontariat et du bénévolat ». Elle souhaite ainsi mettre l’accent sur le rôle important de l’action associative dans les sociétés européennes.
Des évènements seront organisés à cette occasion en Europe, donc en France. La Commission Européenne a notamment lancé une Caravane Européenne du Volontariat et du Bénévolat, qui fera le tour des capitales européennes tout au long de l’année.

## En France

### Volontariat à vocation humanitaire, sociale, sportive ou culturelle

#### En France
De nombreux volontariats sont réalisés auprès ou par l'intermédiaire d'associations agréées ou d'organismes à vocation humanitaire, sociale, sportive ou culturelle.
Certains sont réalisés en France, citons entre autres :
- le volontariat chez les pompiers
- le service civique
- le volontariat associatif (VA)
- (jusqu'en mai 2010) le volontariat à l'aide technique

#### À l'étranger
D'autres se déroulent à l'étranger :
En Europe :
- le volontariat européen (Corps Européen de Solidarité)
- le Volontariat européen d'aide Humanitaire EU Aid Volunteers

Mais, principalement dans des pays en voie de développement :
- le Volontariat de Solidarité Internationale (VSI)
- le Volontariat des Nations Unies (VNU)
- le Volontariat International de la Francophonie (VIF)
- le Volontariat International en Entreprise / Administration (VIE / VIA)

Par extension le terme de volontariat est également parfois appliqué à des activités ne bénéficiant pas d'un tel cadre juridique mais se différenciant du bénévolat par leur durée prolongée (de plusieurs semaines à plusieurs mois) et leur caractère organisé (une association reconnue ou agréée est impliquée). C'est notamment le cas des missions solidaires, des congés solidaires ou des congés de solidarité internationale.
Le terme de volontariats internationaux d'échange et de solidarité (VIES) a également été proposé par la plateforme France Volontaires pour regrouper les différents volontariat se déroulant à l'étranger dans une optique d'aide au développement et d'ouverture culturelle.

### Volontariat à finalité professionnelle
Lorsqu'on travaille gratuitement pour une entreprise locale ou étrangère, on parle alors de stage et non de volontariat.
Dans de nombreux pays le volontariat au sein d'une entreprise lucrative est interdit car il s'agit d'une forme de travail non déclarés et qui rentre en compétition avec les salariés.
En France, il existe un dispositif nommé Volontariat Territorial en Entreprise (VTE) pour aider les TPE, PME et ETI. Cette aide est nommée Volontariat Territorial en Entreprise Vert (VTE Vert) lorsqu'elle est destinée aux métiers de la transition écologique,.

### Cadre juridique du volontariat en France
Les différentes formes de volontariat évoquées ci-dessus ont chacune leur propre cadre juridique. Exemples :
- Pour le volontariat associatif : loi n°2006-586 du 23 mai 2006 relative au volontariat associatif et à l'engagement éducatif[9]
- Pour le volontariat de solidarité internationale : loi n° 2005-159 du 23 février 2005 relative au contrat de volontariat de solidarité internationale[10]
- Pour le volontariat international (en entreprise ou en administration) : le cadre juridique s'inscrit dans le cadre de la réforme du service national[11]

### Les différentes associations de volontariat en France
Les associations et ONG qui œuvrent dans le volontariat sont nombreuses.
Certaines associations proposant des engagements de volontariat court terme (chantiers de volontariat internationaux mais aussi moyen et long terme) sont regroupées dans le réseau Cotravaux ou travaillent de manière indépendante tel que le SVI France ou ADICE. Le Comité de Liaison des ONG de Volontariat regroupe 14 associations concernées par le Volontariat de Solidarité Internationale. Unis Cité est présente dans 19 villes en France et permet à des jeunes qui ont entre 18 et 25 ans d'effectuer un service civil volontaire de 6 ou 9 mois et de travailler en équipe de 7 ou 8 personnes sur des actions de solidarité(solidarité auprès des personnes âgées, environnement, sport dans les quartiers, lutte contre les discriminations, la précarité et contre l'exclusion...).

## En Belgique

### Les différentes associations de volontariat
Les associations de volontariat en Belgique sont souvent séparées par la frontière linguistique Belge: d'un côté le monde associatif flamand, de l'autre la francophonie. 
En Belgique francophone, contrairement à la France, "bénévolat " et de "volontariat", sont considérés comme légalement synonymes. La loi sur le volontariat officialise le terme "volontaire' (et donc "bénévole") : le volontariat est le type d'activité définie dans le cadre de la loi, toute autre activité non rémunérée devant dès lors être qualifiée de "bénévole".
Les associations en Belgique ont le statut légal d' "Association sans buts lucratif" ou en abrégé ASBL. Une ASBL est un groupement de personnes physiques ou morales qui ont une activité ayant un but désintéressé.
La loi sur le statut du volontaire (loi du 3 juillet 2005 entrée en vigueur le 6 février 2006)définit le volontariat comme toute activité qui :
- est exercée sans rétribution ni obligation
- est exercée au profit d'une ou de plusieurs personnes autres que celle qui exerce l'activité, d'un groupe ou d'une organisation ou encore de la collectivité dans son ensemble
- est organisée par une organisation autre que le cadre familial ou privé de celui qui exerce l'activité
- qui n'est pas exercée par la même personne et pour la même organisation dans le cadre d'un contrat de travail, d'un contrat de services ou d'une désignation statutaire.

L'étude de Survey & Action (1995) commanditée par la Fondation Roi Baudouin estime le nombre de bénévoles en Belgique à plus 1.400.000 individus, soit 17 % de la population belge.
En Belgique Francophone, la Plateforme Francophone du Volontariat représente et outille les nombreuses associations de volontaires.
En ce qui concerne le secteur du volontariat international, des associations comme les Compagnons Bâtisseurs,  le Service Volontaire International, Quinoa, Asmae offre la possibilité à des jeunes de partir en tant que volontaires dans de nombreux pays ou à des jeunes étrangers de venir en Belgique en tant que volontaires.
Cependant, il existe tout de même une exception puisqu'il existe une plateforme de volontariat qui n'est pas séparée par la frontière linguistique Belge : https://www.giveaday.be/fr-be

## Suisse

### Les différentes associations de volontariat
Le service volontaire agricole est un encouragement à la population à servir à l'aide à l'agriculture en Suisse par du bénévolat et du volontariat tout en étant nourri et logé chez le paysan.